# Вуличний альбом
Вуличний альбом (англ. street album) — тип хіп-хоп-звукозапису з аудіоматеріалом виключно з оригінальним продакшеном, часто без діджейських теґів, на відміну від мікстейпів. Може містити пісні з неочищеними семплами, бути виданим для продажу чи безоплатного завантаження.
Деякі виконавці кличуть свої альбоми вуличними через відсутність підтримки мейджор-лейблів у просуванні й релізі. З поширенням інтернету у хіп-хоп-спільноті більшість вуличних і безоплатних альбомів (іноді й безоплатні міні-альбоми) називають мікстейпами.